# Friedrich Georg Wilhelm von Struve
Friedrich Georg Wilhelm von Struve (Altona, 1793. április 15. – Pulkovo, Szentpétervár, 1864. november 23.) német csillagász, földmérő.
Legfontosabb tudományos eredményei a kettőscsillagok katalógusa és a róla elnevezett földmérő vonal, amely mentén háromszögelési technikával igyekezett pontosan meghatározni a Föld nagyságát és formáját – mennyire is horpadt a (Föld)gömb.

## Élete
Jacob Struve fiaként született a holsteini Altonában. 1808-ban, 15 évesen kezdte tanulmányait a Tartui (akkor Dorpat) Egyetemen. 1813-ban végzett. 1813 és 1818 között csillagászként dolgozott a Tartui Csillagászati Obszervatóriumban. 1818-ban nevezték ki Tartui Egyetem asztronómia professzorává. 
1839-ben távozott Tartuból, hogy elfoglalja az 1839. augusztus 19-én megnyitott Pulkovói Obszervatórium igazgatói székét. Struve 1816-ban a Tartui egyetem beosztott oktatójaként kezdte el a mérési munkálatokat, a később róla elnevezett Struve földmérő vonal mentén. 1855-ben a Szentpétervári Akadémia tagjaként mint a Pulkovói Obszervatórium igazgatója fejezte azokat be.
Csillagászként a kettőscsillagok megfigyelésével foglalkozott. Első katalógusa 1827-ben jelent meg, ami 3134 kettőscsillagot tartalmazott. Ezeknek kb. két harmadát Struve fedezte fel.
1847-ben a Tejutat vizsgálva jelentetett meg cikket a fény csillagközi térben történő abszorpciójáról, ezt a sejtését 1930-ban bizonyították.
Emilie Wall-lal (1796–1834) kötött, első házasságból tizenkét gyermek született. Köztük Otto Struve (1819–1905) csillagász, Heinrich Struve (1822–1908) vegyész, Bernhard Struve (1827–1889) pedig politikus lett.
A Johanna Bartelsszel (1807–1867) kötött második házasságból (1807–1867) hat gyermek született, köztük Karl von Struve, orosz diplomata, 1873 és 1905 között követ Tokióban, Washingtonban és Hágában.

## Elismerései
Megkapta a Royal Society érmét és a Királyi Csillagászati Társaság Aranyérme kitüntetést is.

## Érdekesség
Jules Verne Három orosz és három angol kalandjai regényében az egyik főszereplő alakját Friedrich Georg Wilhelm von Struve-ról mintázta, a földmérés fejlődését is bemutató regényben a Struve földmérő vonalról számos említést tesz.